# اولویت (زیست‌شناسی)
اولویت (انگلیسی: Priority)، یک اصل در آرایه‌شناسی (زیست‌شناسی) است که به موجب آن یک نام علمی معتبر بر اساس قدیمی‌ترین نام موجود ایجاد می‌شود. این یک قانون تعیین‌کننده در نام‌گذاری گیاه‌شناسی و قوانین جهانی نام‌گذاری برای جانوران است که اولین نام علمی (که در جانورشناسی «نام دوجمله‌ای» نیز نامیده می‌شود) که به یک موجود زنده به عنوان نام صحیح و قابل قبول داده می‌شود.